# Kóródy Ildikó
Kóródy Ildikó (Kaposvár, 1941. május 2. – 2025. június 21.) Balázs Béla-díjas magyar forgatókönyvíró, dramaturg, producer. A Magyar Film és TV Művészek Szövetségének, az Artisjus és FilmJUS tagja, a Magyar Forgatókönyvírók és Dramaturgok Céhe, az IRKA Irodalmi Filmszerzők Egyesülete és a Magyar Tudományos Filmegyesület egykori elnöke.
Minden perc, minden pillanat és fordulat tükröződik munkáimban. Szerelmek, csalódások, utazások és házasságok. Színházak, televíziózás, filmgyár… És a váratlan események közben az állandóságot jelentő biztonság: fiam Dégi János és unokáim Dégi Fanni és Dégi Jónás. A Kilenc hónaptól, a Vámmentes házasság és az Örökségen át a Csodálatos mandarin haláláig egy élet eseményeit rejtik a művek. Olvass hát belőlük!

## Munkái

### Játékfilm-forgatókönyvíróként
- Kilenc hónap[6]
Cannes, Filmkritikusok Díja
Rendező: Mészáros Márta
- Olyan, mint otthon[7]
San Sebastian, Ezüst Kagyló
Rendező:Mészáros Márta
- Ők ketten[6]
New York Filmfesztivál
Rendező: Mészáros Márta
- Örökség
Cannes Filmfesztivál
Rendező: Mészáros Márta
- Vámmentes házasság[8]
Chicago Filmfesztivál különdíja
Rendező: Zsombolyai János
- Hülyeség nem akadály
Rendező: Xantus János
- Egy csodálatos mandarin[7][8][9][10]
Játékfilm
Rendező: Mészáros Márta
- Mester és Margaríta
TV-film (A nagy könyv)
Rendező: Fekete Ibolya

### Játékfilm-dramaturgként
- Dögkeselyű
Rendező: András Ferenc
- Vérszerződés
Rendező: Dobrai György
- Nagy generáció
Rendező: András Ferenc
- Útközben
Rendező: Mészáros Márta
- Eszkimó asszony fázik
Rendező: Xantus János
- Hány az óra vekker úr
Rendező: Bacsó Péter
- Vakvilágban
Rendező: Gyarmathy Lívia

### Tévéfilm-forgatókönyvíróként
- Társkeresés N1423
Veszprémi TV Találkozó Fődíja
Legjobb forgatókönyv díja
Rendező: Mihályfi Imre
- Weekend szerelem
Rendező: Mihályfi Imre

### Dokumentumfilm-szerkesztő-rendezőként
- Minden út, minden ösvény
Magyar Televízió
- Így rendez Tovsztonogov
Magyar Televízió
- Egy óra a Kaposvári Színházban
Magyar Televízió
- Nagybani
Duna Televízió
- Találkozás háborúban és békében
Magyar Történelmi Film Alapítvány támogatásával

### Producerként
- Bartók-Peking
MTV1
- Egy évad a láthatatlan házban
Duna TV Rt.
- Egy nő és a politika (6 részes sorozat)
Duna TV Rt.
- Szegregáció-másodosztály
Duna TV Rt.

### Színházi librettóíróként
- Cristoforo Colombo
Egész estés balett
Magyar Állami Operaház